# 黒執事 Webラジオ ファントムミッドナイトレディオ DJCD
『黒執事 Webラジオ ファントムミッドナイトレディオ DJCD』（くろしつじ ウェブラジオ ファントムミッドナイトレディオ DJCD）は、漫画・TVアニメ作品『黒執事』のラジオCDシリーズ。2010年3月25日から2010年5月26日にフロンティアワークスから発売された。全4枚。
主役声優・小野大輔、梶裕貴、立花慎之介などによるWebラジオ『黒執事 Webラジオ ファントムミッドナイトレディオ』を完全録り下ろし。

## Vol.1 エクストラサイド・ディスク
収録内容
- アーティスト：小野大輔、梶裕貴、立花慎之介

1. オープニングドラマ [13:21]
2. オープニングトーク [4:10]
3. 登れ、この果てしなく遠い執事坂を！ [15:10]
4. ぼっちゃんの言うとおり！ [17:20]
5. メールコーナー [5:18]
6. あくまで悪魔ですから [6:46]
7. エンディングドラマ [9:46]
8. エンディングトーク [4:30]

## Vol.2 ブラックサイド・ディスク
収録内容
- アーティスト：小野大輔、梶裕貴

1. オープニングドラマ [5:36]
2. ゲストトーク [15:51]
3. 「その執事、○○につき…」DJCD出張版 [32:20]
4. エンディングトーク [10:58]
5. バトラーボイス・リクエスト！特別版 [3:05]

## Vol.3 バトラーズ・ディスク
収録内容
- アーティスト：小野大輔、菅沼久義、勝杏里

1. オープニングドラマ [3:14]
2. オープニングトーク [6:07]
3. ぼっちゃんの言うとおり！ Part.1 [16:44]
4. ぼっちゃんの言うとおり！ Part.2 [16:45]
5. こんな○○を見た！ Part.1 [13:32]
6. こんな○○を見た！ Part.2 [11:34]
7. エンディングドラマ [3:48]
8. エンディングトーク [5:52]

## Vol.4 ケイオス・ディスク
収録内容
- アーティスト：遊佐浩二、鈴木達央、杉山紀彰

1. オープニングトーク [11:27]
2. メイントーク [20:02]
3. 「その執事、○○につき…」 [23:13]
4. エンディングトーク [2:49]
5. 第2部（ボーナストラック） [14:08]
6. 「その執事、○○につき…」 [4:14]
7. エンディングトーク（ボーナストラック） [1:54]